# Aeschynomene sensitiva
Aeschynomene sensitiva là một loài thực vật có hoa trong họ Đậu. Loài này được Sw. miêu tả khoa học đầu tiên.